# 솔잎란과
솔잎란과 또는 송엽난과(Psilotaceae)는 솔잎란강에 속하는 솔잎란목(Psilotales)의 유일한 양치식물 과이다. 솔잎란속과 메시프테리스속의 2개 속으로 구성되어 있다. 이 2개 속은 매우 다르기 때문에, 과거에는 메시프테리스속을 메시프테리스과(Tmesipteridaceae)로 별도로 분류했으나 이제는 솔잎란과로 통합하여 분류하고 있다.

## 하위 분류
- 솔잎란속 (Psilotum)
- 메시프테리스속 (Tmesipteris)